# 9344 Klopstock
9344 Klopstock (1991 RB4) là một tiểu hành tinh vành đai chính được phát hiện ngày 12 tháng 9 năm 1991 bởi F. Borngen ở Tautenburg.